# Деренский, Дмитрий Георгиевич
Дмитрий Георгиевич Деренский (укр. Дмитро Георгійович Деренский; род. 6 июля 1967, Краматорск, Донецкая область) — украинский военачальник, капитан 2-го ранга. Участвовал в несанкционированном переходе СКР-112 из Новоозёрного в Одессу под украинской флагом. Позднее командовал такими кораблями как «Черкассы» и «Константин Ольшанский».

## Биография
Родился 6 июля 1967 года в Краматорске. Учился в школе посёлка Новоозёрное. В 1991 году окончил Киевское высшее военно-морское политическое училище. По окончании учёбы стал служить на флоте в Крымской военно-морской базе, располагающейся в Новоозёрном. Деренский в ранге старшего лейтенанта стал помощником командира по работе с личным составом на корабле СКР-112.
Начиная с января 1992 года в базе, где он проходил службу, разворачиваются события связанные с принятием личным составом украинской присяги. Экипаж СКР-112 26 января 1992 года принял присягу Украины. Личный состав Черноморского флота принявший присягу Украине испытывал давление со стороны руководства флота. Данная атмосфера привела к тому, что 21 июля 1992 года экипаж корабля под руководством командира корабля капитан-лейтенанта Сергея Настенко и капитана 2-го ранга Николая Жибарева, отстранённого за неделю до этого от командования штаба бригады, возглавили несанкционированный переход корабля из Новоозёрного в Одессу с целью привлечения внимания к проблеме принявших присягу Украине.
Утром 21 июля СКР-112 поднял украинский флаг и направился в Одессу. СКР-112 преследовали другие корабли Черноморского флота и морская авиация, применяя к «беглецу» боевое оружие. Из Одессы на встречу кораблю направились два пограничных катера и гидросамолёты. После чего преследование корабля было прекращено и к вечеру СКР-112 прибыл в Одессу. Таким образом, СКР-112 стал первым кораблём ВМС Украины и в связи с этим он получил известность, а члены экипажа на Украине были названы героями. Командующий Черноморским флотом адмирал Игорь Касатонов пытался привлечь руководителей корабля к уголовной и материальной ответственности.
Затем, Деренский служил в качестве старшего помощника командира на корвете «Луцк». С 1999 года по 2001 год в ранге капитана 3-го ранга являлся командиром тральщика «Черкассы». Позже, с 2001 года по 2005 год в качестве капитана 2-го ранга командовал десантным кораблём «Константин Ольшанский». Служил в качестве начальника штаба Южной военно-морской базы Украины.

## Награды
- Орден Богдана Хмельницкого III степени (2002)[16]